# 妻、小学生になる。
『妻、小学生になる。』（つま しょうがくせいになる）は、村田椰融による日本の漫画作品。『週刊漫画TIMES』（芳文社）にて、2018年5月11・18日合併号に読み切りが掲載された後、同年8月10日号から2022年12月16日号まで不定期で連載された。また、タケルを主人公としたスピンオフ『妻、小学生になる。スピンオフ 初恋相手の君は誰？』が同誌にて、2024年3月22日号から同年5月24日号まで連載された。2024年3月時点でコミックスの累計発行部数は300万部を突破している。
TBSテレビにてテレビドラマ化され、2022年1月21日から3月25日まで放送。2024年10月から12月までテレビアニメが放送された。

## あらすじ
10年前、妻の貴恵を亡くした愛妻家の新島圭介と娘の麻衣はずっと失意の中にいた。そんなある日の夕刻、小学生の女の子が自分は他界した貴恵の生まれ変わりだと言って新島家を訪れる。最初は冷やかしかと思ったが、その子は家族しか知らない情報を伝え続け、圭介と麻衣はその子が「貴恵」であると認識する。そして3人は「家族」として行動を共にするようになる。だが、その女子小学生・白石万理華は今生（こんじょう）の母・千嘉にネグレクトされて暮らしていた。

## 登場人物

### 主要人物
新島圭介（にいじま けいすけ）
主人公。極度の愛妻家。貴恵が亡くなった後もその愛情は変わっておらず、再婚はしていない。ただ、その愛情のあまり、妻の生まれ変わりの女子小学生を抱きしめたりと問題になりかねない行動を取ってしまうこともある。貴恵と死別した後は会社ではほぼ会話もせず、無味乾燥な生活を送っていたが、「貴恵/万理華」と交流を始めて明るさを取り戻していく。
新島貴恵（にいじま たかえ） / 白石万理華（しらいし まりか）
ヒロイン。圭介の亡妻。低血圧ながら、毎朝圭介のために弁当を作っていたりと献身的な性格ではあったが、一方で言いたいことはハッキリと堂々と意見しており、圭介は頭が上がらなかった。10年前に交通事故で他界。
輪廻転生によって「白石万理華」として転生した。母子家庭で、白石家では母・千嘉にネグレクトされていたが、新島家の近くを通りかかった時に前世の記憶が戻り「新島貴恵」の意識を取り戻してからは、新島家と交流しだす。圭介や麻衣の前では堂々と意見するほか、習字の際に「木蓮」と達筆で書いたり、クラスメイトの良く言えば子供らしい（悪く言えば無意味な）騒ぎにツッコミを入れたりと小学生とは思えない言動を多々して、小学校の友達には「白石万理華」から若干印象が変わったようにも見られている。
第10巻で一時的に貴恵としての記憶が失われ、人格も元の小学生に戻ってしまう。墓参のあと、圭介は生まれ変わりではなく2つの人格を持つ「憑依」であると寺の住職に指摘されている。生まれ変わりは「すべてを一度リセットし新たな命となり学びを始めるもの」であるとのこと。元々万理華としては圭介らと面識はなかったため、人格が元に戻った途端、圭介らを見て道端で突然恐怖で泣き出してしまい警察沙汰にもなるが、その後は千嘉の理解も得て、圭介らは「白石家親子」としての間でも交流が生まれる。
その後もまた貴恵としての人格が現れたが、貴恵としても、いつまでもこのままではいられないと葛藤を続ける。最後、圭介が好美に婚約指輪を渡してプロポーズした（実は嘘）姿を見て満足し成仏、貴恵の人格は完全に消失した。
貴恵は成仏する前、千嘉には手紙を残し、万理華に対しては、自身が身体を『乗っ取っていた』間の出来事をノートに纏めておいたのだった。
新島麻衣（にいじま まい）
新島家の一人娘。専門高校を卒業後、特に定職に就くことはなかったが、母親との再会を機に心機一転し、就職した。貴恵曰く、「私に似て容姿も恵まれている」とのこと。就職してから取引先で蓮司と知り合い、のちに結婚して娘を授かった。

### 圭介の会社関係
守屋好美（もりや このみ）
総務部に属している圭介の部下。昼休憩時、会社内で昼ご飯を食べるのは浮くため、ベンチで弁当を食べる圭介と「お弁当友達」になり、親密な関係を築こうとしている。

### 麻衣の会社関係
愛川蓮司（あいかわ れんじ）
麻衣の取引先の顧客。麻衣からパソコンスキルなどを教わっている。友人が海に流され行方不明になっているが、8年間待ち続けている。のちに麻衣と結婚し、エピローグでは娘が生まれている。

### 貴恵の周辺人物
白石千嘉（しらいし ちか）
貴恵の「白石万理華」としての母親。弁当屋のパートをしている。離婚してからはヒステリックで怒鳴りつけることもあるが、親としての自覚はあるようで、どうすべきか苦悩している。実は幼少時には育児放棄されて育ち、自分が大人になると金をせびってくる母親（万理華の祖母）を心底嫌悪している。だが、人生に躓いているとはいえ、娘に対して同じことをしてしまうそんな自分が嫌いになりつつある。
浦川広樹（うらかわ ひろき）
千嘉の彼氏。つきあうきっかけは弁当屋でナンパしたこと。千嘉からは再婚相手になってくれるかもと期待されていたが、実は妻子持ちだったことが千嘉にばれてしまう。
友利子（ゆりこ）
貴恵の姉。三姉妹の長女。喫煙者。
萌（もえ）
貴恵の妹。三姉妹の三女。ネイルサロンを経営している店長。那由太（なゆた）という小学2年生の息子がいる。
ヒマリ
万理華の友人。メガネを掛けている。口が軽く、その事が原因でトラブルを起こした事もある。
タケル
万理華のクラスメイト。サッカーが得意でクラスの女子から人気だが、本人は万理華に惚れている。万理華とは幼稚園のころからの付き合い。
出雲凛音（いずも りおん）
『君と再び』という小説を書いた青年。貴恵と同じく亡くなった後、現在の身体に憑依した人物。身体の持ち主の家族とはぎくしゃくしており、生前の知人にも会っていない。万理華から離れることを決めた貴恵に「自分は大事な人に会う勇気が無かった」とメッセージを残す。エピローグでは数年のスランプの後に新作にして最後の作品『再会の証明』を発表し作家を引退した。

## 書誌情報
- 村田椰融『妻、小学生になる。』芳文社 〈芳文社コミックス〉、全14巻
  1. 2019年4月16日発売[12]、ISBN 978-4-8322-3671-4
  2. 2019年6月13日発売[12]、ISBN 978-4-8322-3681-3
  3. 2019年10月16日発売[12]、ISBN 978-4-8322-3698-1
  4. 2020年2月14日発売[12]、ISBN 978-4-8322-3714-8
  5. 2020年6月16日発売[12]、ISBN 978-4-8322-3748-3
  6. 2020年10月15日発売[12]、ISBN 978-4-8322-3773-5
  7. 2021年2月16日発売[12]、ISBN 978-4-8322-3804-6
  8. 2021年7月15日発売[12]、ISBN 978-4-8322-3842-8
  9. 2022年1月15日発売[12]、ISBN 978-4-8322-3884-8
  10. 2022年2月16日発売[12]、ISBN 978-4-8322-3893-0
  11. 2022年3月16日発売[12]、ISBN 978-4-8322-3901-2
  12. 2022年7月14日発売[12]、ISBN 978-4-8322-3929-6
  13. 2022年11月16日発売[12]、ISBN 978-4-8322-3953-1
  14. 2023年3月16日発売[12]、ISBN 978-4-8322-3977-7
- 村田椰融『妻、小学生になる。スピンオフ 初恋相手の君は誰？』芳文社 〈芳文社コミックス〉、2024年10月16日発売[12]、ISBN 978-4-8322-0448-5

## テレビドラマ
2022年1月21日から3月25日まで、TBS系列「金曜ドラマ」枠で放送された。主演は堤真一。なお同枠にて2019年7月期放送の『凪のお暇』は脚本をはじめ多くのスタッフが共通しており、一部キャストが本作にカメオ出演している。

### ストーリー
貴恵を交通事故で失ってから10年、夫の圭介と一人娘の麻衣は失意の中で怠惰な生活を送っていた。そこに、見知らぬ小学生の少女・白石万理華が訪れ二人にこう言った。
最初は信じられない圭介と麻衣だったが、万理華が話す家族しか知り得ない思い出や「もったいない生き方しないでしっかり生きなさい」という二人への言葉を聞くうちに万理華が貴恵の生まれ変わりであると信じ、圭介と麻衣は生きる意味を取り戻す。
圭介は会社で生き生きとした仕事ぶりを見せるようになり周囲は不思議に思う。圭介の職場である販売促進部に、若くして課長に抜擢され異動してきた上司・守屋好美は圭介の人柄に惹かれ、やがて好意を寄せるようになる。
麻衣にあまり母親らしいことができなかった貴恵（万理華）は誕生祝いをしたり就職を応援、やがて仕事に就いた麻衣は初めて訪れた取引先である工務店の息子・愛川蓮司と出会う。
貴恵（万理華）は小学校でも、サッカー部のタケルをはじめとした同級生たちとの楽しい学校生活を送るが、同じ同級生のヒマリからは交換漫画ノートの画風が変わったことで「万理華ちゃんじゃない！」と言われ戸惑いを感じる。
一方、万理華の母・千嘉と会った圭介は複雑な家庭環境を知りなんとかしようとするが、万理華が貴恵の生まれ変わりであるとは説明できず逆に千嘉を怒らせてしまう。しかし千嘉も幼いころから母親に愛されず、離婚後に娘を女手一つで育てる中でうまくいかない人生を思い悩むあまりに万理華へ苛立ちをぶつけてしまっていたことを後悔していた。
貴恵（万理華）は弟・友利の元へも行き、昔と変わらない怠惰な生活をたしなめ叱咤激励する。姉のような態度の万理華に驚きつつも友利は、漫画家への志を取り戻し出版社への持ち込みを再開する。そして、生まれ変わりを題材にした小説がベストセラーになった中学生の少女小説家・出雲凜音と出会う。カフェで凜音は、世代が違うはずの友利が話す漫画の共通体験で会話を弾ませていた。
家族としての新しい人生を送る圭介・貴恵・麻衣、そして三人を取り巻く人たち。様々な思いが交錯する中、寺カフェ「喫茶たいむ」で常連客たちの人生相談をするマスターは何かを見通している様子だった・・・。

### キャスト（テレビドラマ）

#### 主要人物（テレビドラマ）

##### 新島家
新島圭介（にいじま けいすけ）
演 - 堤真一
主人公。食品メーカー「RABBIT FOODS」勤務。50歳を過ぎて販売促進部へ異動。極度の愛妻家。
新島貴恵（にいじま たかえ）
演 - 石田ゆり子
圭介の妻、麻衣の母。10年前の交通事故で亡くなる。
新島麻衣（にいじま まい）
演 - 蒔田彩珠（幼少期：大和田稟々）
圭介と貴恵の一人娘。内向的な性格。

##### 白石家
白石万理華（しらいし まりか）
演 - 毎田暖乃
ヒロイン。貴恵の生まれ変わり。小学4年生。
白石千嘉（しらいし ちか）
演 - 吉田羊
万理華の母親。

##### RABBIT FOODS
守屋好美（もりや このみ）
演 - 森田望智（幼少期：高松咲空）
販売促進部の課長。圭介の上司。
副島由之（そえじま よしゆき）
演 - 馬場徹
販売促進部の部長。
宇田慎一郎（うだ しんいちろう）
演 - 田中俊介
販売促進部食品企画課。同期の好美が上司になったことに複雑な気持ちを持っている。

##### 喫茶たいむ
マスター
演 - 柳家喬太郎
寺カフェ「喫茶たいむ」のマスター。世比寺の僧侶。
中村（なかむら）
演 - 飯塚悟志（東京03）
常連客。職業は警察官。
弥子（やこ）
演 - 小椋梨央
従業員。麻衣とは幼なじみ。麻衣を合コンに誘ったり、早く蓮司に告白しろと背中を押すなどして応援している。

##### その他
古賀友利（こが ゆうり）
演 - 神木隆之介（第2話 - ・第1話は顔は出さず姿のみ）
貴恵の弟。漫画家を志している。貴恵（万理華）に振り回されながらも、凛音との交流をきっかけに万理華が本当に生まれ変わりではないかと思い始める。
愛川蓮司（あいかわ れんじ）
演 - 杉野遥亮（第3話 - ）
父親が経営する「愛川工務店」で働く青年。パソコンの使い方を教わっていた新島麻衣と、後につきあうようになる。
出雲凛音（いずも りおん）
演 - 當真あみ
中学生で、人気小説家。本来の姿は、試合中に怪我をしてバスケットボールを続けられなくなり憧れの高校にも行けなくなったことで人生に絶望していた少女。
吉原康司
演 - 水川かたまり（空気階段）
5年前に事故に遭って亡くなった高校教師。学生時代からの夢であった小説家になることが諦めきれずこの世を彷徨っていた時、人生に絶望し消えてしまいたいと渇望する凛音に憑依した。小説を書き終え安堵した瞬間から凛音との人格が交錯し始める。
菊池詩織（きくち しおり）
演 - 水谷果穂
守屋好美の友人。当初は圭介を信頼していなかったが、人柄を知ってからは好美を応援する。
タケル
演 - 川口和空
万理華のクラスメイト。以前に比べて快活になった万理華に告白した。
美幸
演 - 田中絆菜
万理華のクラスメイト
ヒマリ
演 - 飯田晴音
万理華のクラスメイト

#### ゲスト

##### 第1話
林大輔
演 - 田窪一世（第2話、最終話）
洋食屋を経営している。
貴恵の友人
演 - 安藤彰則
美咲
演 - 冨樫真
貴恵の友人。
行列の男たち
演 - 岡野陽一、酒井貴士（ザ・マミィ）

##### 第2話
川嶋
演 - 山下航平
麻衣が参加した合コンの男
寺カフェの客
演 - 吉田大吾 （POISON GIRL BAND）

##### 第3話
愛川健一
演 - 山西惇
愛川蓮司の父
吉田
演 - 島丈明
麻衣の上司
梅園
演 - 佐藤貴史
寺カフェの客
出雲友香
演 - 今藤洋子（第6話、第8話）
出雲凛音の母。ろくに食事もとらず執筆に没頭する凛音を「まるで人が変わってしまったみたい」と心配する。

##### 第4話
広樹
演 - 浅野雅博
白石千嘉の交際相手
藤田
演 - オクイシュージ（最終話）
漫画誌編集長

##### 第5話
高齢女性
演 - 吉田幸矢
落としたみかんを蓮司に拾ってもらう。
充
演 - 堀内充治
白石千嘉の別れた夫

##### 第6話
守屋望
演 - ゆきな
守屋好美の亡くなった姉
出雲達郎
演 - 高久慶太郎
出雲凛音の父
岸
演 - 大谷幸広
ラビットフーズ宣伝部長、圭介のかつての部下

##### 第7話
古賀礼子
演 - 由紀さおり
貴恵と友利の母
和子
演 - 鷲尾真知子
古賀礼子の妹
萌子
演 - 戸田菜穂
和子の娘
那由太
演 - 林涼都
萌子の息子
萌子の夫
演 - 遠藤史崇
参拝客
演 - 酒井健太（アルコ＆ピース）

##### 第8話
係員
演 - 大塚ヒロタ
出雲凛音の新刊出版サイン会の係員。
サイン会の客
演 - 平子祐希（アルコ＆ピース）

##### 第9話
中禅寺森蔵
演 - 武田真治
寺カフェの客。『凪のお暇』に登場したスナック「バブル」のママ。

##### 最終話
安住紳一郎
演 - 本人
『THE TIME,』の総合司会。
宇賀神メグ
演 - 本人
『THE TIME,』の進行。
謎の男
演 - 白畑真逸

### スタッフ
- 原作 - 村田椰融『妻、小学生になる。』（芳文社刊）[8]
- 脚本 - 大島里美
- 演出 - 坪井敏雄、山本剛義、大内舞子、加藤尚樹
- 音楽 - パスカルズ
- 主題歌 - 優河「灯火」[36]
- プロデューサー - 中井芳彦、益田千愛
- 製作著作 - TBS

### 放送日程
| 話数                                                                        | 放送日  | サブタイトル                   | 演出     | 視聴率 |
| --------------------------------------------------------------------------- | ------- | ------------------------------ | -------- | ------ |
| 第1話                                                                       | 1月21日 | 君がいない人生は、とても長い   | 坪井敏雄 | 7.7%   |
| 第2話                                                                       | 1月28日 | 小学生の妻に、小学生の彼氏!?   | 坪井敏雄 | 7.2%   |
| 第3話                                                                       | 2月04日 | 妻への再プロポーズ             | 山本剛義 | 7.0%   |
| 第4話                                                                       | 2月11日 | 小学生になった妻と、そのママ   | 大内舞子 | 7.2%   |
| 第5話                                                                       | 2月18日 | 妻のママ、妻の秘密を知る。     | 坪井敏雄 | 6.3%   |
| 第6話                                                                       | 2月25日 | 夫の次の恋                     | 山本剛義 | 7.4%   |
| 第7話                                                                       | 3月04日 | 妻、里帰りする。               | 加藤尚樹 | 6.4%   |
| 第8話                                                                       | 3月11日 | 妻、生まれ変わりの真実を知る。 | 坪井敏雄 | 7.3%   |
| 第9話                                                                       | 3月18日 | 妻、いなくなる。               | 山本剛義 | 6.4%   |
| 最終話                                                                      | 3月25日 | しあわせな結婚記念日           | 坪井敏雄 | 7.6%   |
| 平均視聴率 7.1%（視聴率はビデオリサーチ調べ、関東地区・世帯・リアルタイム） |         |                                |          |        |

- ドラマ前作『最愛』に引き続き、関東地区では22時 - 23時（22時54分 - 23時は実質的には「番組ナビ」）。
- 初回は22時 - 23時09分の15分拡大放送（関東地区は23時15分まで）。

| TBS系列 金曜ドラマ                 | TBS系列 金曜ドラマ                             | TBS系列 金曜ドラマ                       |
| 前番組                             | 番組名                                         | 次番組                                   |
| ---------------------------------- | ---------------------------------------------- | ---------------------------------------- |
| 最愛 （2021年10月15日 - 12月17日） | 妻、小学生になる。 （2022年1月21日 - 3月25日） | インビジブル （2022年4月15日 - 6月17日） |

### スピンオフドラマ
『ヤコ、ショウがクセになる。』のタイトルで、2月11日の本編第4話終了後より動画配信サービス「Paravi」にて配信。麻衣の幼なじみ・弥子が主人公。

#### キャスト（スピンオフドラマ）
- 弥子 - 小椋梨央
- 宇喜男 - 堀家一希[39]
- 高田将二 - 阿久津仁愛[39]
- 菊池章吾 - 板橋駿谷[40]
- 山本昌平 - 渋谷謙人[41]
- 老婆 - 犬山イヌコ[39]

#### ゲスト（スピンオフドラマ）
- カレー店の客 - もう中学生（最終話）[42]

#### スタッフ（スピンオフドラマ）
- 脚本 - 諏訪雅（ヨーロッパ企画）
- 演出 - 坂本栄隆、爲川裕之、廣澤沙耶
- 制作協力 - ケイファクトリー

#### 配信日程
| 各話   | 配信日  | サブタイトル                   | 演出     |
| ------ | ------- | ------------------------------ | -------- |
| 第1話  | 2月11日 | ヤコ、日常がくつがえる。       | 坂本栄隆 |
| 第2話  | 2月18日 | ヤコ、出会いが渋滞する。       | 坂本栄隆 |
| 第3話  | 2月25日 | ヤコ、「ショウ」がくせになる。 | 爲川裕之 |
| 第4話  | 3月04日 | ヤコ、新たなショウと対面する。 | 爲川裕之 |
| 第5話  | 3月11日 | ヤコ、恋が空回る。             | 廣澤沙耶 |
| 第6話  | 3月18日 | ヤコ、大人の階段をのぼる。     | 坂本栄隆 |
| 最終話 | 3月25日 | ヤコ、恋をしめくくる。         | 坂本栄隆 |

### 配信番組
「キリン 一番搾り Presents アルコ&ピースの『妻、小学生になる。』に乾杯!」のタイトルで、1月26日からTVerで配信。アルコ&ピースがビール片手に『妻、小学生になる。』を視聴して、毎週1話分のエピソードを振り返るミニ番組。

## テレビアニメ
2024年10月から12月までTOKYO MXほかにて放送された。
尚、第12話【終】の翌週（TOKYO MXでは2024年12月29日）に圭介（平川大輔）、麻衣（野村麻衣子）、蓮司（岩中睦樹）によるオーディオコメンタリー版としての最終回の再放送が行われた。

### スタッフ（テレビアニメ）
- 原作 - 村田椰融[11]
- 監督 - 阿部記之[11]
- シリーズ構成・脚本 - 平林佐和子[11]
- キャラクターデザイン - 関川成人[11]
- プロップデザイン - 宮川治雄
- 色彩設計 - 大沢美絵
- 美術設定 - 林竜太、渡邉匡城
- 美術監督 - 大久保聡、周霽欣
- 撮影監督 - 川田哲夫
- 編集 - 柳圭介
- 音響監督 - 三好慶一郎[45]
- 音楽 - 山崎寛子[45]
- 音楽制作 - アルバーチ・ミュージック
- 音楽プロデューサー - 千葉洋史
- プロデューサー - 田村洋佑、桒原和也、飯島江美子、大和田智之、曽我秀忠、吉田円、大谷優一郎
- アニメーションプロデューサー - 野崎慎太郎
- アニメーション制作 - スタジオ サインポスト[11]
- 製作 - 妻小プロジェクト（YTE、芳文社、クランチロール、ぴえろ、TCエンタテインメント、スタジオ サインポスト、BS11、VAP）

### キャスト（テレビアニメ）
- 新島圭介（にいじま けいすけ） - 平川大輔
- 新島貴恵（にいじま たかえ） / 白石万理華（しらいし まりか） - 悠木碧
- 新島麻衣（にいじま まい） - 野村麻衣子
- 守屋好美（もりや このみ） - 岡﨑加奈
- 愛川蓮司（あいかわ れんじ） - 岩中睦樹
- 白石千嘉（しらいし ちか） - 小島幸子
- 浦川広樹（うらかわ ひろき） - 田村真
- タケル - 小市眞琴
- ヒマリ - 伊藤舞音

### 主題歌（テレビアニメ）
「アイノリユニオン」
pachaeによるオープニングテーマ。作詞・作曲は音山大亮、編曲はpachae。
「Hidamari」
Ms.OOJAによるエンディングテーマ。作詞はMs.OOJAとRUNG HYANGとHer0ism、作曲はHer0ismとMs.OOJA、編曲は亀田誠治。

### 各話リスト
| 話数     | サブタイトル           | 絵コンテ   | 演出                | 作画監督                                                                   | 総作画監督 | 初放送日       |
| -------- | ---------------------- | ---------- | ------------------- | -------------------------------------------------------------------------- | ---------- | -------------- |
| 第一話   | 家族、ふたたび。       | 阿部記之   | 阿部記之            | 桜井正明 竹内昭 長橋研太 橋本淳稔                                          | 関川成人   | 2024年 10月6日 |
| 第二話   | だって、いまは。       | 長井惟杜子 | 長井惟杜子          | Chang Bum Chul Heo Hye Jung Kim Dae Jung Kim Hyeon Ok                      | 桜井正明   | 10月13日       |
| 第三話   | 一歩、ふみだして。     | 福島宏之   | 川西泰二            | Park myoung hun                                                            | 高原修司   | 10月20日       |
| 第四話   | ふたりは、語らう。     | 森田侑希   | 森田侑希            | 関川成人 高橋こう平                                                        | 関川成人   | 10月27日       |
| 第五話   | 母と、家族。           | 福島宏之   | 松本マサユキ        | Park myoung hun                                                            | 高原修司   | 11月3日        |
| 第六話   | 想い、きしんで。       | 荻原健     | 荻原健              | Heo Hye Jung Lee Seok Yoon                                                 | 桜井正明   | 11月10日       |
| 第七話   | しあわせの、兆し。     | 阿部記之   | 二村寧々            | 竹内昭 長橋研太 橋本淳稔                                                   | 関川成人   | 11月17日       |
| 第八話   | あなた、誰？           | 斉藤えま   | 斉藤えま サトウ光敏 | Chang Bum Chul Kim Hyeon Ok Kim Dae Jung Woo Keum Young                    | 桜井正明   | 11月24日       |
| 第九話   | 伝えたい、この気持ち。 | 福井のぞみ | 福井のぞみ          | Park myoung hun                                                            | 高原修司   | 12月1日        |
| 第十話   | それが、願いなら。     | 森田侑希   | 森田侑希            | 関川成人 Park myoung hun 竹内昭 長橋研太 橋本淳稔                          | 関川成人   | 12月8日        |
| 第十一話 | だれよりも、愛してる。 | 福島宏之   | 川西泰二            | Heo Hye Jung Lee Seok Yoon                                                 | 桜井正明   | 12月15日       |
| 第十二話 | その一瞬を、           | 阿部記之   | 二村寧々            | 青木真理子 十三 竹内昭 長橋研太 西川真人 橋本淳稔 森山剛史 Park myoung hun | 高原修司   | 12月22日       |

### 放送局
| 放送期間                 | 放送時間                     | 放送局     | 対象地域 | 備考                                 |
| ------------------------ | ---------------------------- | ---------- | -------- | ------------------------------------ |
| 2024年10月6日 - 12月22日 | 日曜 22:00 - 22:30           | TOKYO MX   | 東京都   |                                      |
|                          | 日曜 23:30 - 月曜 0:00       | BS11       | 日本全域 | 製作参加 / BS放送 / 『ANIME+』枠     |
| 2024年10月7日 - 12月23日 | 月曜 0:30 - 1:00（日曜深夜） | サンテレビ | 兵庫県   |                                      |
| 2024年10月8日 - 12月24日 | 火曜 21:00 - 21:30           | AT-X       | 日本全域 | CS放送 / 字幕放送 / リピート放送あり |

| 配信開始日    | 配信時間                | 配信サイト | 備考                                              |
| ------------- | ----------------------- | --- | ------------------------------------------------- |
| 2024年10月6日 | 日曜 22:00 更新         | U-NEXT アニメ放題 | 地上波同時・最速配信 第2話以降地上波1週間先行配信 |
|               | 日曜 22:30 以降順次更新 | ABEMAプレミアム Amazon Prime Video DMM TV dアニメストア （本店・ニコニコ支店・for Prime Video） FOD Hulu Netflix WOWOWオンデマンド AnimeFesta ニコニコチャンネル バンダイチャンネル J:COM STREAM milplus TELASA auスマートパスプレミアム | 見放題配信                                        |
|               |                         | Amazon Prime Video ニコニコチャンネル バンダイチャンネル J:COM STREAM milplus TELASA | 都度課金配信                                      |

### BD
| 巻 | 発売日        | 収録話          | 規格品番  |
| -- | ------------- | --------------- | --------- |
| 1  | 2025年1月29日 | 第1話 - 第2話   | TCBD-1701 |
| 2  | 2025年2月26日 | 第3話 - 第4話   | TCBD-1702 |
| 3  | 2025年3月26日 | 第5話 - 第6話   | TCBD-1703 |
| 4  | 2025年4月30日 | 第7話 - 第8話   | TCBD-1704 |
| 5  | 2025年5月28日 | 第9話 - 第10話  | TCBD-1705 |
| 6  | 2025年6月25日 | 第11話 - 第12話 | TCBD-1706 |